# Bitwa pod Zappolino
Bitwa pod Zappolino – starcie zbrojne, które miało miejsce 15 listopada 1325 pomiędzy wojskami włoskich miast Bolonii i Modeny, zakończone zwycięstwem tej ostatniej.
Było to w czasie wojen Gibelinów i Gwelfów. Bolonia należała do obozu gwelfów, a Modena – gibelinów. Po obu stronach w bitwie wzięło udział po 2000 kawalerzystów, natomiast siły piechoty były bardzo zróżnicowane. Bolonia wystawiła 30 000 piechurów, a Modena jedynie 5000. Mimo to zwyciężyła Modena. Bitwa pochłonęła ok. 2000 ofiar po obu stronach (zabici i zaginieni).
Zwana też była bitwą o dębowe wiadro, gdyż taki właśnie łup przywieźli zwycięzcy do Modeny. Bitwa została opisana przez Alessandra Tassoniego w poemacie heroikomicznym Wiadro porwane (La secchia rapita), a później przez Alexandra Pope'a w podobnym utworze The Rape of the Lock. La secchia rapita jest też tytułem opery Salieriego wystawionej w Wiedniu 21 października 1772 (libretto Giovanni Gastone Boccherini według Tassoniego).
Pole bitwy jest obecnie częścią Castello di Serravalle.